# 신정 (후량)
신정(神鼎)은 중국 후량(後凉) 여융(呂隆)의 연호이자 후량의 마지막 연호이다. 401년 2월에서 403년 8월까지 2년 7개월 동안 사용하였다. 403년 8월, 후진(後秦)의 공격에 여융이 항복함으로써 후량은 멸망하고 연호도 폐지되었다.
같은 시기에 사용된 다른 연호로는 동진(東晉)에서 사용한 융안(隆安 : 397년 ~ 401년), 원흥(元興 : 402년 ~ 404년), 대형(大亨 : 402년 ~ 403년), 후연(後燕)에서 사용한 장락(長樂 : 397년 ~ 401년), 광시(光始 : 401년 ~ 406년), 후진(後秦)에서 사용한 홍시(弘始 : 399년 ~ 416년), 북량(北凉)에서 사용한 천새(天璽 : 399년 ~ 401년), 영안(永安 : 401년 ~ 412년), 남량(南凉)에서 사용한 건화(建和 : 400년 ~ 402년), 홍창(弘昌 : 402년 ~ 404년), 남연(南燕)에서 사용한 건평(建平 : 400년 ~ 405년), 서량(西凉)에서 사용한 경자(庚子 : 400년 ~ 404년), 북위(北魏)에서 사용한 천흥(天興 : 398년 ~ 404년)이 있다.

## 연대대조표
| 신정                | 원년                           | 2년                             | 3년        |
| 서력                | 401년                          | 402년                           | 403년      |
| 육십간지 (六十干支) | 신축(辛丑)                     | 임인(壬寅)                      | 계묘(癸卯) |
| 동진 (東晉)         | 융안(隆安) 5년                 | 원흥(元興) 원년 대형(大亨) 원년 | 2년        |
| 후연 (後燕)         | 장락(長樂) 3년 광시(光始) 원년 | 2년                             | 3년        |
| 북량 (北凉)         | 천새(天璽) 3년 영안(永安) 원년 | 2년                             | 3년        |
| 남량 (南凉)         | 건화(建和) 2년                 | 3년 홍창(弘昌) 원년             | 2년        |
| 남연 (南燕)         | 건평(建平) 2년                 | 3년                             | 4년        |
| 서량 (西凉)         | 경자(庚子) 2년                 | 3년                             | 4년        |
| 북위 (北魏)         | 천흥(天興) 4년                 | 5년                             | 6년        |

## 같이 보기
- 중국의 연호

| 이전 연호 함녕(咸寧) | 중국의 연호 후량(後凉) | 다음 연호 - |